# Stenandrium elegans
Stenandrium elegans là một loài thực vật có hoa trong họ Ô rô. Loài này được Nees miêu tả khoa học đầu tiên năm 1847.